# Dorylomorpha malaisei
Dorylomorpha malaisei är en tvåvingeart som beskrevs av David Edward Albrecht 1990. Dorylomorpha malaisei ingår i släktet Dorylomorpha och familjen ögonflugor.
Artens utbredningsområde är Myanmar. Inga underarter finns listade i Catalogue of Life.